# Wyman (Maine)
Wyman es un territorio no organizado ubicado en el condado de Franklin en el estado estadounidense de Maine. En el Censo de 2010 tenía una población de 88 habitantes y una densidad poblacional de 1,66 personas por km².

## Geografía
Wyman se encuentra ubicado en las coordenadas 45°8′9″N 70°21′3″O / 45.13583, -70.35083. Según la Oficina del Censo de los Estados Unidos, Wyman tiene una superficie total de 52.91 km², de la cual 52.68 km² corresponden a tierra firme y (0.44%) 0.23 km² es agua.

## Demografía
Según el censo de 2010, había 88 personas residiendo en Wyman. La densidad de población era de 1,66 hab./km². De los 88 habitantes, Wyman estaba compuesto por el 100% blancos, el 0% eran afroamericanos, el 0% eran amerindios, el 0% eran asiáticos, el 0% eran isleños del Pacífico, el 0% eran de otras razas y el 0% pertenecían a dos o más razas. Del total de la población el 0% eran hispanos o latinos de cualquier raza.